# Mèo đồi mồi

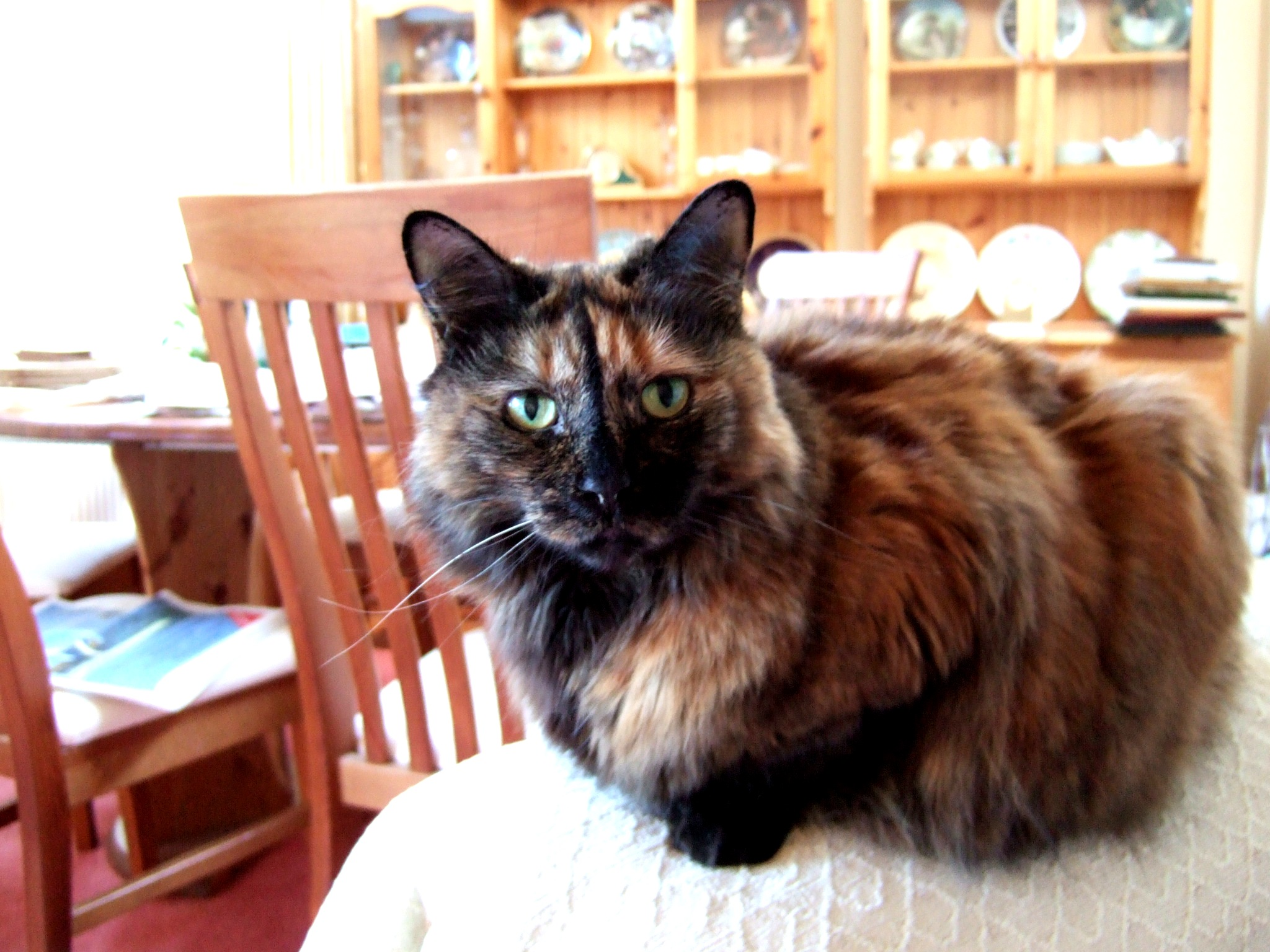
Một con mèo đồi mồi.

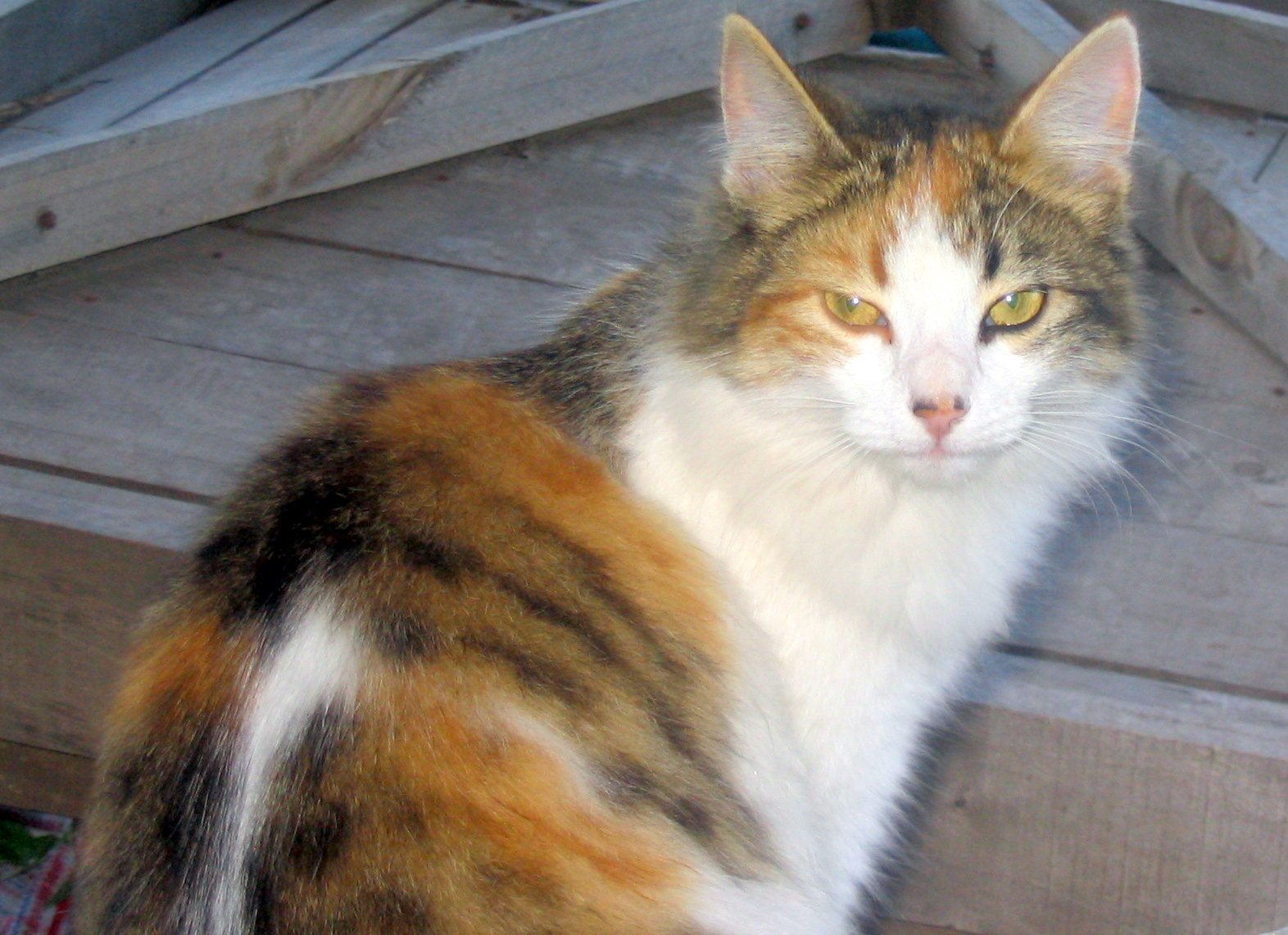
Một con mèo tam thể lông dài.

Mèo đồi mồi, mèo vá, hay mèo mai rùa là từ ám chỉ những con mèo có bộ lông ba màu: vàng/nâu vàng; đen/nâu đen và trắng. Cụ thể, những con mèo đồi mồi có bộ lông lốm đốm hoặc có nhiều vằn với các mảng màu nằm xen kẽ nhau, nhìn như màu của mai rùa hay mai đồi mồi. Một dạng đặc biệt của mèo đồi mồi chính là mèo tam thể (còn gọi là mèo calico hay mèo đồi mồi lông trắng) với các mảng lông trắng chiếm tỉ lệ đa số trên cơ thể.
Mèo đồi mồi không phải là tên của một nòi mèo thật sự; nói cách khác bộ lông màu đồi mồi có thể xuất hiện ở rất nhiều nòi mèo khác nhau cũng như xuất hiện ở các cá thể mèo lai tạp không thuộc bất cứ nòi nào.
Giống như mèo tam thể, tuyệt đại đa số mèo đồi mồi đều là mèo cái. Nguyên do là, các gien quy định nhóm màu vàng/nâu vàng và nhóm đen/nâu đen đều nằm trên nhiễm sắc thể giới tính X, vì vậy chỉ có mèo cái (mang 2 nhiễm sắc thể X) mới có khả năng mang cùng một lúc 2 gien quy định 2 nhóm màu khác nhau trên.

## Đặc điểm

### Màu lông

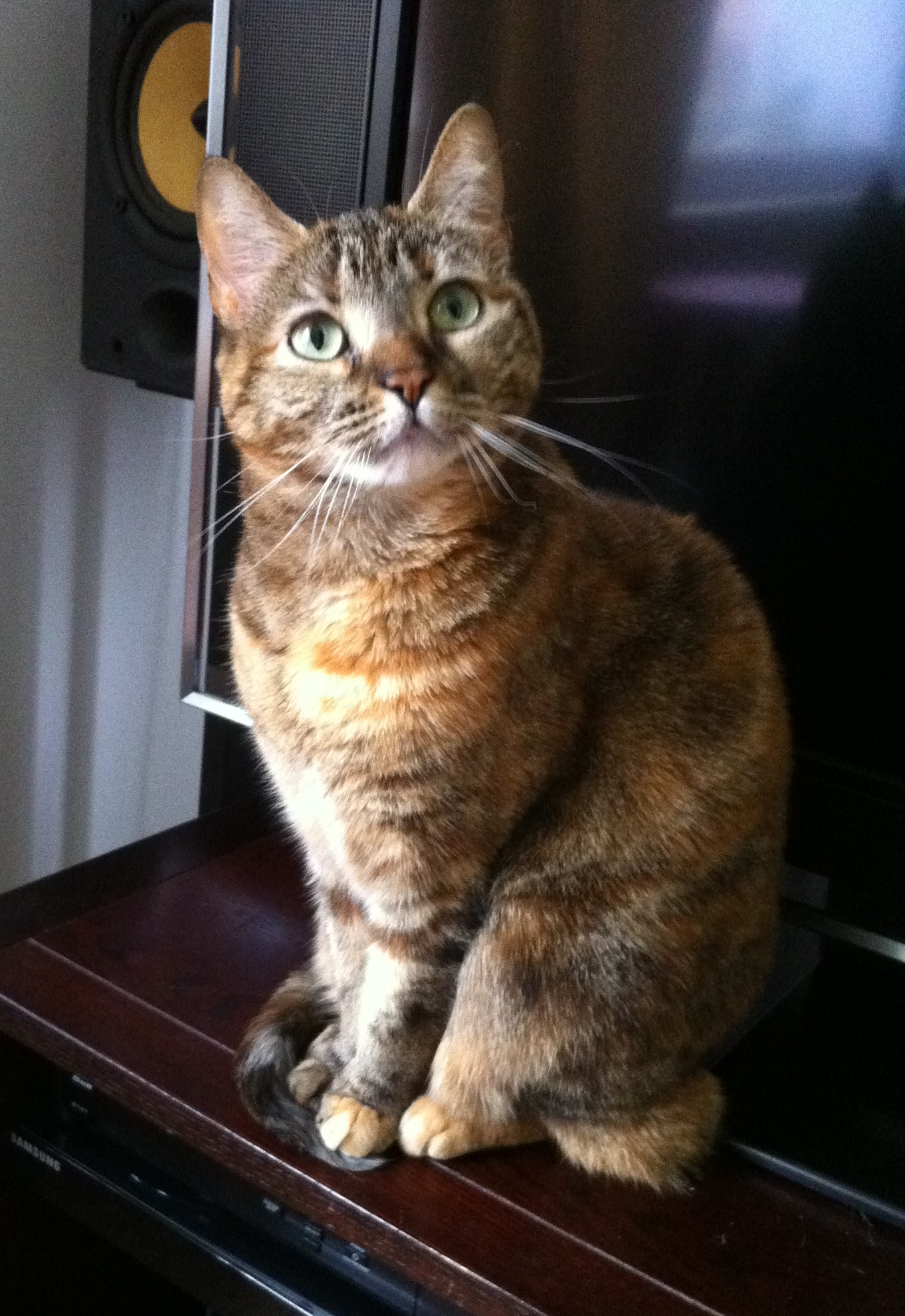
Một con mèo khoang tam thể.

Như đã nêu, mèo đồi mồi có bộ lông gồm ba nhóm màu chính: vàng/đen/nâu, nếu tính luôn các sắc điệu của mỗi nhóm màu thì có thể liệt kê thành đỏ, đen, nâu, nâu sôcôla, kem, nâu vàng quế, v.v. Sự sắp xếp và hình dáng các mảng màu thường là bất đối xứng. Kích thước các mảng màu cũng khác nhau tùy cá thể, từ những đốm màu nhỏ xíu cho đến những mảng màu rất lớn. Thậm chí, có những cá thể mèo đồi mồi mang hệ thống các mảng màu hình vằn giống như mèo khoang hoặc có sự sắp xếp mảng màu như colorpoint. Thông thường, mèo có tổng diện tích mảng màu trắng càng lớn thì kích thước mỗi mảng màu cũng càng lớn và càng phân biệt rõ ràng. Một số gien trong bộ máy di truyền quy định về việc "pha loãng" các màu lông này và có thể khiến bộ lông mang các màu trung gian giữa ba nhóm chính như xanh, tím hoa cà, kem hay nâu vàng. Thông thường, trên bộ lông mèo có một đường phân cách chạy dài từ đỉnh đầu xuống mũi, chia đôi bộ mặt thành hai nửa: một nửa màu đen và một nửa màu nâu vàng.

### Tính tình

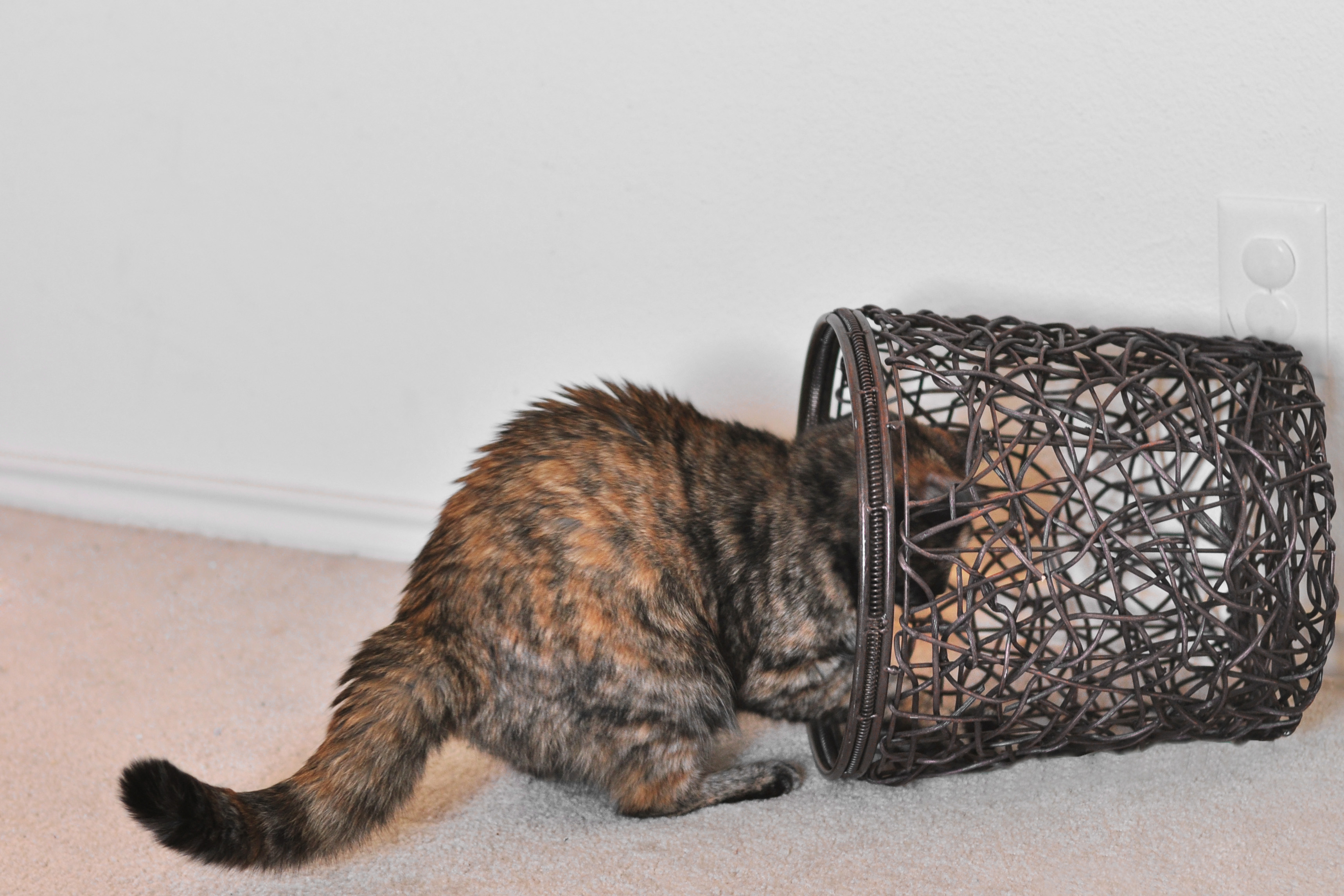
Một con mèo đồi mồi con đang tỏ ra phấn khích với biểu hiện là đuôi cong lên và lông dựng đứng.

Những người nuôi mèo thường nói rằng, mèo đồi mồi có tính cách khác với các loại mèo khác, tỉ như chúng tỏ ra khá nóng nảy, bướng bỉnh, gan lì, có tính độc lập cao và ít chịu chia sẻ chủ của mình với kẻ khác. Chúng cũng kêu la nhiều hơn và thường hay gầm gừ hơn để gây chú ý với chủ. Mèo tam thể cũng được gán cho các đặc tính như vậy nhưng được đánh giá là ở mức độ thấp hơn mèo đồi mồi.